# Bảng mã IOC

Lá cờ của Ủy ban Olympic Quốc tế

Lá cờ của Ủy ban Paralympic Quốc tế

Ủy ban Olympic Quốc tế (IOC) sử dụng ba ký tự tiêu biểu cho mã quốc gia và chùm ký tự này sẽ đại diện cho các vận động viên trong các kì Thế vận hội. Mỗi chùm ký tự đại diện cho ủy ban Olympic riêng biệt của các quốc gia tương ứng; nhưng cũng có thể trong các sự kiện quá khứ nó được dùng để đại diện cho liên hiệp các quốc gia hay tập thể và cá nhân không đại diện cho bất kì một quốc gia nào.
Bảng mã này có một vài điểm khác biệt so với bảng chuẩn ISO 3166-1 alpha-3. Trong một số tổ chức thể thao khác, chẳng hạn như FIFA hay Liên đoàn Thịnh vượng chung Anh, cũng dùng ký hiệu giống với bảng này.

## Lịch sử
Thế vận hội Mùa đông 1956 và Mùa hè 1960 là hai kỳ đại hội đầu tiên sử dụng những chữ cái đầu để biểu trưng cho một Ủy ban Olympic quốc gia và dùng nó trong văn kiện chính thức của đại hội. Tuy nhiên, những ký hiệu này được sử dụng không nhất quán trong các kì đại hội tiếp theo (ví dụ như: GIA đại diện cho  Nhật Bản tại Mùa đông 1956 và Mùa hè 1960, bắt nguồn từ chữ Giappone trong tiếng Ý; hoặc COR dành cho  Triều Tiên, xuất phát từ chữ Corée trong tiếng Pháp). Mãi đến kì Thế vận hội Mùa đông 1972, các ký hiệu quốc gia mới được chuẩn hoá cách dùng. Ngoài ra, vì một số lý do khách quan như sự tan vỡ một số nước liên bang, thành lập quốc gia mới... dẫn đến mã quốc gia có sự thay đổi như những sự tan rã của Liên Xô, Nam Tư và Tiệp Khắc hay sự tái thống nhất của Đức cùng nhiều thay đổi khác về mặt địa lý.
Ngoài 206 ủy ban thành viên trong danh sách dưới, các thành viên còn cũng dùng các ký hiệu chuẩn hoá này trong Thế vận hội Người khuyết tật. Các ký hiệu đại diện cho Ma Cao, Trung Quốc và Quần đảo Faroe, lần lượt là MAC và FRO.

## Các ủy ban Olympic hiện tại
Trên toàn thế giới, có tổng cộng 206 ủy ban Olympic quốc gia thuộc 5 Hiệp hội Ủy ban Olympic - ANOC (chính thức) đang tham gia vào các sự kiện Thế vận hội. Bảng dưới đây cho biết mã riêng của từng quốc gia và một số ký hiệu mã từng được sử dụng, theo báo cáo qua các kì Đại hội. Cách dùng một số ký hiệu mã cũ được giải thích cụ thể trong mục riêng. Bảng mã này chỉ áp dụng cho Thế vận hội Mùa hè hoặc Mùa đông, diễn ra cùng năm, và được viết tắt thành "Hè" và "Đông".
| Mã  | Chú thích | NOC                         | Khác                                                                                  |
| --- | --------- | --------------------------- | ------------------------------------------------------------------------------------- |
| A   |           |                             |                                                                                       |
| AFG |           | Afghanistan                 |                                                                                       |
| ALB |           | Albania                     |                                                                                       |
| ALG |           | Algérie                     | AGR (Hè 1964), AGL (Hè 1968)                                                          |
| AND |           | Andorra                     |                                                                                       |
| ANG |           | Angola                      |                                                                                       |
| ANT |           | Antigua và Barbuda          |                                                                                       |
| ARG |           | Argentina                   |                                                                                       |
| ARM |           | Armenia                     |                                                                                       |
| ARU |           | Aruba                       |                                                                                       |
| ASA |           | Samoa thuộc Mỹ              |                                                                                       |
| AUS |           | Úc                          |                                                                                       |
| AUT |           | Áo                          |                                                                                       |
| AZE |           | Azerbaijan                  |                                                                                       |
| B   |           |                             |                                                                                       |
| BAH |           | Bahamas                     |                                                                                       |
| BAN |           | Bangladesh                  |                                                                                       |
| BAR |           | Barbados                    | BAD (Hè 1964)                                                                         |
| BDI |           | Burundi                     |                                                                                       |
| BEL |           | Bỉ                          |                                                                                       |
| BEN |           | Bénin                       | DAY (Hè 1964), DAH (Hè 1968–Hè 1976)                                                  |
| BER |           | Bermuda                     |                                                                                       |
| BHU |           | Bhutan                      |                                                                                       |
| BIH |           | Bosna và Hercegovina        | BSH (Hè 1992)                                                                         |
| BIZ |           | Belize                      | HBR (Hè 1968–Hè 1972)                                                                 |
| BLR |           | Belarus                     |                                                                                       |
| BOL |           | Bolivia                     |                                                                                       |
| BOT |           | Botswana                    |                                                                                       |
| BRA |           | Brasil                      |                                                                                       |
| BHR |           | Bahrain                     |                                                                                       |
| BRU |           | Brunei                      |                                                                                       |
| BUL |           | Bulgaria                    |                                                                                       |
| BUR |           | Burkina Faso                | VOL (Hè 1972–Hè 1984)                                                                 |
| C   |           |                             |                                                                                       |
| CAF |           | Trung Phi                   | AFC (Hè 1968)                                                                         |
| CAM |           | Campuchia                   | CAB (Hè 1965), KHM (Hè 1972–Hè 1976)                                                  |
| CAN |           | Canada                      |                                                                                       |
| CAY |           | Quần đảo Cayman             |                                                                                       |
| CGO |           | Cộng hòa Congo              |                                                                                       |
| CHA |           | Tchad                       | CHD (Hè 1964)                                                                         |
| CHI |           | Chile                       | CIL (Đông 1956, Hè 1960)                                                              |
| CHN |           | Trung Quốc                  | PRC (Hè 1952)                                                                         |
| CIV |           | Bờ Biển Ngà                 | IVC (Hè 1964), CML (Hè 1968)                                                          |
| CMR |           | Cameroon                    |                                                                                       |
| COD |           | Cộng hòa Dân chủ Congo      | COK (Hè 1968), ZAI (Hè 1972–Hè 1996)                                                  |
| COK |           | Quần đảo Cook               |                                                                                       |
| COL |           | Colombia                    |                                                                                       |
| COM |           | Comoros                     |                                                                                       |
| CPV |           | Cabo Verde                  |                                                                                       |
| CRC |           | Costa Rica                  | COS (Hè 1964), CTC (Đông 1984)                                                        |
| CRO |           | Croatia                     |                                                                                       |
| CUB |           | Cuba                        |                                                                                       |
| CYP |           | Síp                         |                                                                                       |
| CZE |           | Cộng hòa Séc                |                                                                                       |
| D   |           |                             |                                                                                       |
| DEN |           | Đan Mạch                    | DAN (Hè 1960, Đông 1968), DIN (Hè 1968)                                               |
| DJI |           | Djibouti                    |                                                                                       |
| DMA |           | Dominica                    |                                                                                       |
| DOM |           | Cộng hòa Dominica           |                                                                                       |
| E   |           |                             |                                                                                       |
| ECU |           | Ecuador                     |                                                                                       |
| EGY |           | Ai Cập                      | RAU (Hè 1960, Hè 1968), UAR (Hè 1964)                                                 |
| ERI |           | Eritrea                     |                                                                                       |
| ESA |           | El Salvador                 | SAL (Hè 1964–Hè 1976)                                                                 |
| ESP |           | Tây Ban Nha                 | SPA (Đông 1956–Hè 1964, Đông 1968)                                                    |
| EST |           | Estonia                     |                                                                                       |
| ETH |           | Ethiopia                    | ETI (Hè 1960, Hè 1968)                                                                |
| F   |           |                             |                                                                                       |
| FIJ |           | Fiji                        | FIG (Hè 1960)                                                                         |
| FIN |           | Phần Lan                    |                                                                                       |
| FRA |           | Pháp                        |                                                                                       |
| FSM |           | Micronesia                  |                                                                                       |
| G   |           |                             |                                                                                       |
| GAB |           | Gabon                       |                                                                                       |
| GAM |           | Gambia                      |                                                                                       |
| GBR |           | Anh Quốc                    | GRB (Đông 1956–Đông 1960), GBI (Hè 1964)                                              |
| GBS |           | Guiné-Bissau                |                                                                                       |
| GEO |           | Gruzia                      |                                                                                       |
| GEQ |           | Guinea Xích Đạo             |                                                                                       |
| GER |           | Đức                         | ALL (Đông 1968), ALE (Hè 1968), FRG (Hè 1980–Hè 1988)                                 |
| GHA |           | Ghana                       |                                                                                       |
| GRE |           | Hy Lạp                      |                                                                                       |
| GRN |           | Grenada                     |                                                                                       |
| GUA |           | Guatemala                   | GUT (Hè 1964)                                                                         |
| GUI |           | Guinée                      |                                                                                       |
| GUM |           | Guam                        |                                                                                       |
| GUY |           | Guyana                      | GUA (Hè 1960), GUI (Hè 1964)                                                          |
| H   |           |                             |                                                                                       |
| HAI |           | Haiti                       |                                                                                       |
| HKG |           | Hồng Kông, Trung Quốc       | HOK (Hè 1960–Hè 1968)                                                                 |
| HON |           | Honduras                    |                                                                                       |
| HUN |           | Hungary                     | UNG (Đông 1956, Hè 1960)                                                              |
| I   |           |                             |                                                                                       |
| INA |           | Indonesia                   | INS (Hè 1960)                                                                         |
| IND |           | Ấn Độ                       |                                                                                       |
| IRI |           | Iran                        | IRN (Hè 1956–Hè 1988), IRA (Đông 1968)                                                |
| IRL |           | Ireland                     |                                                                                       |
| IRQ |           | Iraq                        | IRK (Hè 1960, Hè 1968)                                                                |
| ISL |           | Iceland                     | ICE (Đông 1960, Hè 1964)                                                              |
| ISR |           | Israel                      |                                                                                       |
| ISV |           | Quần đảo Virgin thuộc Mỹ    |                                                                                       |
| ITA |           | Ý                           |                                                                                       |
| IVB |           | Quần đảo Virgin thuộc Anh   |                                                                                       |
| J   |           |                             |                                                                                       |
| JAM |           | Jamaica                     |                                                                                       |
| JOR |           | Jordan                      |                                                                                       |
| JPN |           | Nhật Bản                    | GIA (Đông 1956, Hè 1960), JAP (Đông 1960)                                             |
| K   |           |                             |                                                                                       |
| KAZ |           | Kazakhstan                  |                                                                                       |
| KEN |           | Kenya                       |                                                                                       |
| KGZ |           | Kyrgyzstan                  |                                                                                       |
| KIR |           | Kiribati                    |                                                                                       |
| KOR |           | Hàn Quốc                    | COR (Đông 1956, Hè 1960, Hè 1968, Hè 1972, Đông 2018)                                 |
| KOS |           | Kosovo                      |                                                                                       |
| KSA |           | Ả Rập Xê Út                 | ARS (Hè 1968–Hè 1976), SAU (Hè 1980–Hè 1984)                                          |
| KUW |           | Kuwait                      |                                                                                       |
| L   |           |                             |                                                                                       |
| LAO |           | Lào                         |                                                                                       |
| LAT |           | Latvia                      |                                                                                       |
| LBA |           | Libya                       | LYA (Hè 1964), LBY (Đông 1968)                                                        |
| LBR |           | Liberia                     |                                                                                       |
| LCA |           | Saint Lucia                 |                                                                                       |
| LES |           | Lesotho                     |                                                                                       |
| LIB |           | Liban                       | LEB (Đông 1960, Hè 1964)                                                              |
| LIE |           | Liechtenstein               | LIC (Đông 1956, Hè 1964, Đông 1968)                                                   |
| LTU |           | Litva                       | LIT (Đông 1992)                                                                       |
| LUX |           | Luxembourg                  |                                                                                       |
| M   |           |                             |                                                                                       |
| MAD |           | Madagascar                  | MAG (Hè 1964)                                                                         |
| MAR |           | Maroc                       | MRC (Hè 1964)                                                                         |
| MAS |           | Malaysia                    | MAL (Hè 1964–Hè 1988)                                                                 |
| MAW |           | Malawi                      |                                                                                       |
| MDA |           | Moldova                     | MLD (Đông 1994)                                                                       |
| MDV |           | Maldives                    |                                                                                       |
| MEX |           | México                      |                                                                                       |
| MGL |           | Mông Cổ                     | MON (Đông 1968)                                                                       |
| MHL |           | Quần đảo Marshall           |                                                                                       |
| MKD |           | Bắc Macedonia               |                                                                                       |
| MLI |           | Mali                        |                                                                                       |
| MLT |           | Malta                       | MAT (Hè 1960–Hè 1964)                                                                 |
| MNE |           | Montenegro                  |                                                                                       |
| MON |           | Monaco                      |                                                                                       |
| MOZ |           | Mozambique                  |                                                                                       |
| MRI |           | Mauritius                   |                                                                                       |
| MTN |           | Mauritanie                  |                                                                                       |
| MYA |           | Myanmar                     | BIR (Hè 1960, Hè 1968–Hè 1988), BUR (Hè 1964)                                         |
| N   |           |                             |                                                                                       |
| NAM |           | Namibia                     |                                                                                       |
| NCA |           | Nicaragua                   | NCG (Hè 1964), NIC (Hè 1968)                                                          |
| NED |           | Hà Lan                      | OLA (Đông 1956), NET (Đông 1960), PBA (Hè 1960), NLD (Hè 1964), HOL (Hè 1968–Hè 1988) |
| NEP |           | Nepal                       |                                                                                       |
| NGR |           | Nigeria                     | NGA (Hè 1964)                                                                         |
| NIG |           | Niger                       | NGR (Hè 1964)                                                                         |
| NOR |           | Na Uy                       |                                                                                       |
| NRU |           | Nauru                       |                                                                                       |
| NZL |           | New Zealand                 | NZE (Hè 1960, Đông 1968)                                                              |
| O   |           |                             |                                                                                       |
| OMA |           | Oman                        |                                                                                       |
| P   |           |                             |                                                                                       |
| PAK |           | Pakistan                    |                                                                                       |
| PAN |           | Panama                      |                                                                                       |
| PAR |           | Paraguay                    |                                                                                       |
| PER |           | Perú                        |                                                                                       |
| PHI |           | Philippines                 | FIL (Hè 1960, Hè 1968)                                                                |
| PLE |           | Palestine                   |                                                                                       |
| PLW |           | Palau                       |                                                                                       |
| PNG |           | Papua New Guinea            | NGY (Hè 1976–Hè 1980), NGU (Hè 1984–Hè 1988)                                          |
| POL |           | Ba Lan                      |                                                                                       |
| POR |           | Bồ Đào Nha                  |                                                                                       |
| PRK |           | CHDCND Triều Tiên           | NKO (Hè 1964, Đông 1968), CDN (Hè 1968)                                               |
| PUR |           | Puerto Rico                 | PRI (Hè 1960), PRO (Hè 1968)                                                          |
| Q   |           |                             |                                                                                       |
| QAT |           | Qatar                       |                                                                                       |
| R   |           |                             |                                                                                       |
| ROU |           | România                     | ROM (Hè 1956–Hè 1960, Hè 1972–Đông 2006), RUM (Hè 1964–Hè 1968)                       |
| RSA |           | Nam Phi                     | SAF (Hè 1960–Hè 1972)                                                                 |
| RUS |           | Nga                         | OAR (Đông 2018), ROC (Hè 2020–Đông 2022)                                              |
| RWA |           | Rwanda                      |                                                                                       |
| S   |           |                             |                                                                                       |
| SAM |           | Samoa                       |                                                                                       |
| SEN |           | Sénégal                     | SGL (Hè 1964)                                                                         |
| SEY |           | Seychelles                  |                                                                                       |
| SGP |           | Singapore                   |                                                                                       |
| SKN |           | Saint Kitts và Nevis        |                                                                                       |
| SLE |           | Sierra Leone                | SLA (Hè 1968)                                                                         |
| SLO |           | Slovenia                    |                                                                                       |
| SMR |           | San Marino                  | SMA (Hè 1960–Hè 1964)                                                                 |
| SOL |           | Quần đảo Solomon            |                                                                                       |
| SOM |           | Somalia                     |                                                                                       |
| SSD |           | Nam Sudan                   |                                                                                       |
| SRB |           | Serbia                      |                                                                                       |
| SRI |           | Sri Lanka                   | CEY (Hè 1960–Hè 1972)                                                                 |
| STP |           | São Tomé và Príncipe        |                                                                                       |
| SUD |           | Sudan                       |                                                                                       |
| SUI |           | Thụy Sĩ                     | SVI (Đông 1956, Hè 1960), SWI (Đông 1960, Hè 1964)                                    |
| SUR |           | Suriname                    |                                                                                       |
| SVK |           | Slovakia                    |                                                                                       |
| SWE |           | Thụy Điển                   | SVE (Đông 1956, Hè 1960), SUE (Hè 1968)                                               |
| SWZ |           | Eswatini                    |                                                                                       |
| SYR |           | Syria                       | RAU (Hè 1960), SIR (Hè 1968)                                                          |
| T   |           |                             |                                                                                       |
| TAN |           | Tanzania                    |                                                                                       |
| TGA |           | Tonga                       | TON (Hè 1984)                                                                         |
| THA |           | Thái Lan                    |                                                                                       |
| TJK |           | Tajikistan                  |                                                                                       |
| TKM |           | Turkmenistan                |                                                                                       |
| TLS |           | Đông Timor                  | IOA (Hè 2000)                                                                         |
| TOG |           | Togo                        |                                                                                       |
| TPE |           | Đài Bắc Trung Hoa           | RCF (Hè 1960), TWN (Hè 1964–Hè 1968), ROC (Hè 1972–Hè 1976)                           |
| TTO |           | Trinidad và Tobago          | TRT (Hè 1964–Hè 1968), TRI (Hè 1972–Hè 2012)                                          |
| TUN |           | Tunisia                     |                                                                                       |
| TUR |           | Thổ Nhĩ Kỳ                  |                                                                                       |
| TUV |           | Tuvalu                      |                                                                                       |
| U   |           |                             |                                                                                       |
| UAE |           | UAE                         |                                                                                       |
| UGA |           | Uganda                      |                                                                                       |
| UKR |           | Ukraina                     |                                                                                       |
| URU |           | Uruguay                     | URG (Hè 1968)                                                                         |
| USA |           | Hoa Kỳ                      | SUA (Hè 1960), EUA (Hè 1968)                                                          |
| UZB |           | Uzbekistan                  |                                                                                       |
| V   |           |                             |                                                                                       |
| VAN |           | Vanuatu                     |                                                                                       |
| VEN |           | Venezuela                   |                                                                                       |
| VIE |           | Việt Nam                    | VET (Hè 1964), VNM (Hè 1968–Hè 1976)                                                  |
| VIN |           | Saint Vincent và Grenadines |                                                                                       |
| Y   |           |                             |                                                                                       |
| YEM |           | Yemen                       |                                                                                       |
| Z   |           |                             |                                                                                       |
| ZAM |           | Zambia                      | NRH (Hè 1964)                                                                         |
| ZIM |           | Zimbabwe                    | RHO (Hè 1960–Hè 1972)                                                                 |

## Các ủy ban Paralympic hiện tại
| Mã  | NPC                |
| --- | ------------------ |
| MAC | Ma Cao, Trung Quốc |
| FRO | Quần đảo Faroe     |

## Các ủy ban Olympic không còn tồn tại

### Mã còn sử dụng
Những quốc gia dưới đây tuy không còn tồn tại nhưng mã viết tắt vẫn còn được sử dụng trong cơ sở dữ liệu của IOC để ghi nhận thành tích của các đội tuyển đại diện cho quốc gia đó.
| Mã  | NOC                          | Khác                                                                                |
| --- | ---------------------------- | ----------------------------------------------------------------------------------- |
| AHO | Antille thuộc Hà Lan         | nay là Aruba, Bonaire và Curaçao                                                    |
| ANZ | Australasia                  |                                                                                     |
| BOH | Bohemia                      |                                                                                     |
| BWI | Tây Ấn thuộc Anh             | ANT (Hè 1960, Hè 1968), WID (Hè 1964)                                               |
| EUA | Đoàn thể thao Đức thống nhất | GER (Hè 1956–Hè 1964)                                                               |
| EUN | Đoàn thể thao hợp nhất       |                                                                                     |
| FRG | Tây Đức                      | ALL (Đông 1968), ALE (Hè 1968), GER (Hè 1972–Hè 1976)                               |
| GDR | Đông Đức                     | ADE (Hè 1968)                                                                       |
| RU1 | Đế quốc Nga                  |                                                                                     |
| ROC | Ủy ban Olympic Nga           | là mã thay thế tạm thời của Nga trong giai đoạn bị cấm vì bê bối doping (2020–2022) |
| SCG | Serbia và Montenegro         | YUG (Hè 1996–Đông 2002)                                                             |
| TCH | Tiệp Khắc                    | CSL (Đông 1956), CZE (Đông 1960), CSV (Hè 1960), CZS (Hè 1964), CHE (Hè 1968)       |
| URS | Liên Xô                      | SOV (Đông 1968)                                                                     |
| VNM | Việt Nam Cộng hòa            | là mã của Việt Nam trong giai đoạn từ 1955 đến 1975                                 |
| YUG | Nam Tư                       | JUG (Hè 1956–Hè 1960, Đông 1968), YUS (Hè 1964)                                     |
| ZZX | Đoàn thể thao kết hợp        |                                                                                     |

### Mã cũ
| Mã  | NOC                       | Năm tồn tại | Ghi chú                                                        |
| --- | ------------------------- | ----------- | -------------------------------------------------------------- |
| BIR | Miến Điện                 | 1948–1988   | nay là Myanmar                                                 |
| CEY | Ceylon                    | 1948–1972   | nay là Sri Lanka                                               |
| DAH | Dahomey                   | 1964–1976   | nay là Bénin                                                   |
| GUI | Guiana thuộc Anh          | 1948–1964   | nay là Guyana                                                  |
| HBR | Honduras thuộc Anh        | 1968–1972   | nay là Belize                                                  |
| IHO | Đông Ấn Hà Lan            | 1934–1938   | nay là Indonesia                                               |
| KHM | Cộng hòa Khmer            | 1972–1976   | nay là Campuchia                                               |
| MAL | Malaysia                  | 1956–1960   | tranh tài độc lập trước khi hợp nhất thành Malaysia năm 1963   |
| NBO | Bắc Borneo                | 1956        | tranh tài độc lập trước khi hợp nhất thành Malaysia năm 1963   |
| RAU | Cộng hòa Ả Rập Thống nhất | 1960        | nay tách ra thành Ai Cập và Syria                              |
| NRH | Bắc Rhodesia              | 1964        | nay là Zambia                                                  |
| RHO | Rhodesia                  | 1960–1972   | nay là Zimbabwe                                                |
| ROC | Trung Hoa Dân Quốc        | 1932–1976   | nay là Đài Bắc Trung Hoa                                       |
| SAA | Saar                      | 1952        | tranh tài độc lập trước khi được tái nhập vào Tây Đức năm 1957 |
| UAR | Cộng hòa Ả Rập Thống nhất | 1964        | nay là Ai Cập                                                  |
| VOL | Thượng Volta              | 1972–1984   | nay là Burkina Faso                                            |
| YAR | Bắc Yemen                 | 1984–1988   | tranh tài độc lập trước khi hợp nhất thành Yemen năm 1990      |
| YMD | Nam Yemen                 | 1988        | tranh tài độc lập trước khi hợp nhất thành Yemen năm 1990      |
| ZAI | Zaire                     | 1972–1996   | nay là Cộng hòa Dân chủ Congo                                  |

Hai mã được thay đổi theo cách gọi tên quốc gia:
- HOL được chuyển thành NED đại diện cho  Hà Lan trong kì Thế vận hội Mùa hè 1992, thay cho tên cũ là Holland.
- IRN được chuyển thành IRI đại diện cho  Iran cũng trong kì Thế vận hội đó, phản ánh tên đầy đủ của nước này (Islamic Republic of Iran).

### Mã đặc biệt
| Mã      | NOC và NPC                           | Năm tồn tại    |
| ------- | ------------------------------------ | -------------- |
| COR     | Triều Tiên                           | 2018           |
| EOR     | Đội tuyển Olympic người tị nạn       | 2020           |
| EUN     | Đoàn thể thao hợp nhất               | 1992           |
| IOP     | Các đoàn tham gia Olympic độc lập    | 1992 2014      |
| IOA     | Vận động viên Olympic độc lập        | 2000 2012 2016 |
| IOC     | Vận động viên từ Kuwait              | 2010–2012      |
| MIX     | Các NOC kết hợp                      | 2010–          |
| OAR     | Vận động viên Olympic từ Nga         | 2018           |
| ROT     | Đội tuyển Olympic người tị nạn       | 2016           |
| ZZX     | Đoàn thể thao kết hợp                | 1896–1904      |
| IPP     | Các đoàn tham gia Paralympic độc lập | 1992           |
| IPA     | Vận động viên Paralympic cá nhân     | 2000           |
| IPA API | Đội tuyển Paralympic người tị nạn    | 2016           |
| NPA     | Vận động viên Paralympic trung lập   | 2018           |
| RPC     | Ủy ban Paralympic Nga                | 2020           |
| RPT     | Đội tuyển Paralympic người tị nạn    | 2020           |

- ANZ hiện vẫn được dùng trong cơ sở dữ liệu huy chương IOC[5] nhằm chỉ đội tuyển liên minh  Australasia, là sự kết hợp giữa hai nước  Úc và  New Zealand trong các kì đại hội năm 1908 và 1912. Đến năm 1920, hai đội tách riêng ra.
- EUA được dùng trong cơ sở dữ liệu huy chương của IOC[5] nhằm chỉ  Đoàn thể thao Đức thống nhất, là sự kết hợp giữa hai nước  Tây Đức và  Đông Đức trong khoảng thời gian 1956–1964. Và để đơn giản, trong các văn kiện của sáu kì đại hội ở thời điểm đó gọi đây là đội Đức.
- EUN được dùng ở hai kì đại hội năm 1992 cho  Đoàn thể thao hợp nhất, bao gồm chủ yếu là các vận động viên  Liên Xô. Chỉ trừ các quốc gia vùng Baltic được thi đấu với tư cách độc lập từ năm 1992; mãi đến năm 1994 hoặc 1996, 12 nước còn lại trong liên bang (các nước tuyên bố tách khỏi sau đó) mới được tham gia độc lập.
- IOP được dùng cho các  Các đoàn tham gia Olympic độc lập vào năm 1992, mã đề xuất này dành cho các vận động viên đến từ  Nam Tư, những người đã không thể đại diện cho đất nước mình vì lệnh trừng phạt của Liên Hợp Quốc.
- IOA được dùng cho các  Vận động viên Olympic độc lập vào năm 2000, mã đề xuất này dành cho các vận động viên đến từ  Đông Timor vì khi đó ủy ban Olympic riêng của quốc gia này chưa được thành lập.
- ZZX được dùng trong cơ sở dữ liệu huy chương của  Đoàn thể thao kết hợp từ nhiều quốc gia như:  Pháp,  Anh Quốc...; đội tuyển này tham gia các kì đại hội năm 1896, 1900 và 1904.